# Zond 8
Zond 8 (Зонд 8) byla bezpilotní kosmická loď SSSR vyslaná k Měsíci roku 1970, osmá oficiální z programu Zond. Byla katalogizovaná v COSPAR jako 1970-088A. Po obletu Měsíce se loď vrátila k Zemi.

## Konstrukce
Sondu - loď vyprojektovalo středisko Koroljova. Byl to typ kosmické lodě, zcela odlišný od průzkumných sond Zond 1-3, určený pro dvoučlennou posádku. Hmotnost lodě byla 5375 kg. Kabina vyšla konstrukčně z kabiny lodí Sojuz.

## Průběh letu
Po startu z kosmodromu Bajkonur 20. října 1970 za pomoci rakety Proton K/D se dostala na nízkou parkovací dráhu kolem Země, odtud díky zapálení motoru posledního stupně se vydala na dráhu kolem Měsíce.
Dne 21. října loď vyfotografovala Zemi ze vzdálenosti 65 000 km. TV snímky naší planety během prvních tří letových dní odeslala k Zemi. Dne 22. října ve vzdálenosti 250 000 km byla provedena korekce letové dráhy a dva dny poté proletěla 1120 km nad povrchem Měsíce. Pořídila řadu barevných i černobílých fotografií a prováděla měření v blízkosti Měsíce.
Zpátky se kosmická loď vrátila k atmosféře Země 27. října, ale na rozdíl od předchozích letů Zond 6 a Zond 7 ze severní strany. To mělo své výhody, lépe se dala sledovat z pozorovacích stanic SSSR. Krátce před vstupem do atmosféry se od Zondu oddělila kabina lodě a po balistické, dosti strmé dráze sestupovala k Zemi. Dráha byla kratší, ovšem s velkým přetížením. Let skončil na hladině Indického oceánu 27. října 1970, odkud ji vylovila jedna z řady čekajících lodí SSSR – oceánografická Tamaň. Dopravila ji do indického přístavu Bombaj a odtud ji letadlo An-12 přepravilo do Moskvy.
Letem Zondu 8 byla řada letů prototypu kosmické lodě určené pro (neuskutečněné) přistání kosmonautů SSSR ukončena.